# Kremin
Kremin je naseljeno mjesto u općini Foči, Republika Srpska, BiH. Popisano je kao samostalno naselje na popisu 1961., a na kasnijim popisima ne pojavljuje se, jer je 1962. pripojeno Kozjoj Luci (Sl.list NRBiH, br.47/62). Sjeverozapadno je Marevo, Vranjevići i rijeka Kolina istočno.

## Stanovništvo
| Narod     | Popis 1961. |
| --------- | ----------- |
| Hrvati    |             |
| Muslimani | 101         |
| Srbi      | 68          |
| ostali    | 1           |
| Ukupno    | 170         |